# Нарштедт
Нарштедт (нем. Nahrstedt) — община в Германии, в земле Саксония-Анхальт. 
Входит в состав района Штендаль. Подчиняется управлению Штендаль-Ухтеталь.  Население составляет 295 человек (на 31 декабря 2006 года). Занимает площадь 8,63 км².